# Шмидт, Георг (футбольный тренер)
Гео́рг Шмидт (нем. Georg Schmidt, 7 апреля 1927, Австрия — 6 июля 1990) — австрийский футбольный тренер. Тренировал сборную Австрии на чемпионате мира 1982 года.

## Тренерская карьера
Шмидт начал свою карьеру учителем средней школы в городе Брукк-ан-дер-Лайта, где также работал тренером школьной команды. С 1960-х годов он работал преподавателем-специалистом Австрийской футбольной ассоциации, где руководил подготовкой тренеров. В 1967 году совместно с Виктором Хирлендером тренировал любительскую сборную Австрии, выигравшую Кубок любителей УЕФА.
В 1970 году занял должность помощника главного тренера сборной Австрии Леопольда Штястного, после чего оставался на этом посту и при его преемниках Бранко Эльснере, Хельмуте Сенековиче и Карле Штоце, приняв в качестве ассистента участие на чемпионате мира 1978 года в Аргентине.
После того, как национальная сборная также прошла квалификацию на следующий чемпионат мира 1982 года, между главным тренером команды Штоцем и президентом федерации Карлом Секаниной произошёл конфликт. Штоц был освобожден от должности, и после того как Эрнст Хаппель отказался возглавлять сборную на «мундиале», австрийская федерация решила назначить на чемпионат мира тандем тренеров — Георга Шмидта и Феликса Лацке. Под их руководством австрийская сборная сыграла три товарищеских матча перед чемпионатом мира, выиграв все из них, а затем провела 5 матчей «мундиаля», в том числе печально известный матч против ФРГ, который позволил обеим командам без борьбы выйти из группы. Однако во втором групповом этапе австрийцы заработали лишь одно очко, сыграв вничью с Северной Ирландией (2:2) и проиграв Франции (0:1), в связи с чем покинули турнир.
После чемпионата мира Шмидт вернулся на старую должность и стал помощником нового главного тренера Эриха Хофа.
Умер 6 июля 1990 года на 64-м году жизни.